# Parc écologique d'Izadia
 (mai 2015).
Si vous disposez d'ouvrages ou d'articles de référence ou si vous connaissez des sites web de qualité traitant du thème abordé ici, merci de compléter l'article en donnant les références utiles à sa vérifiabilité et en les liant à la section « Notes et références ».

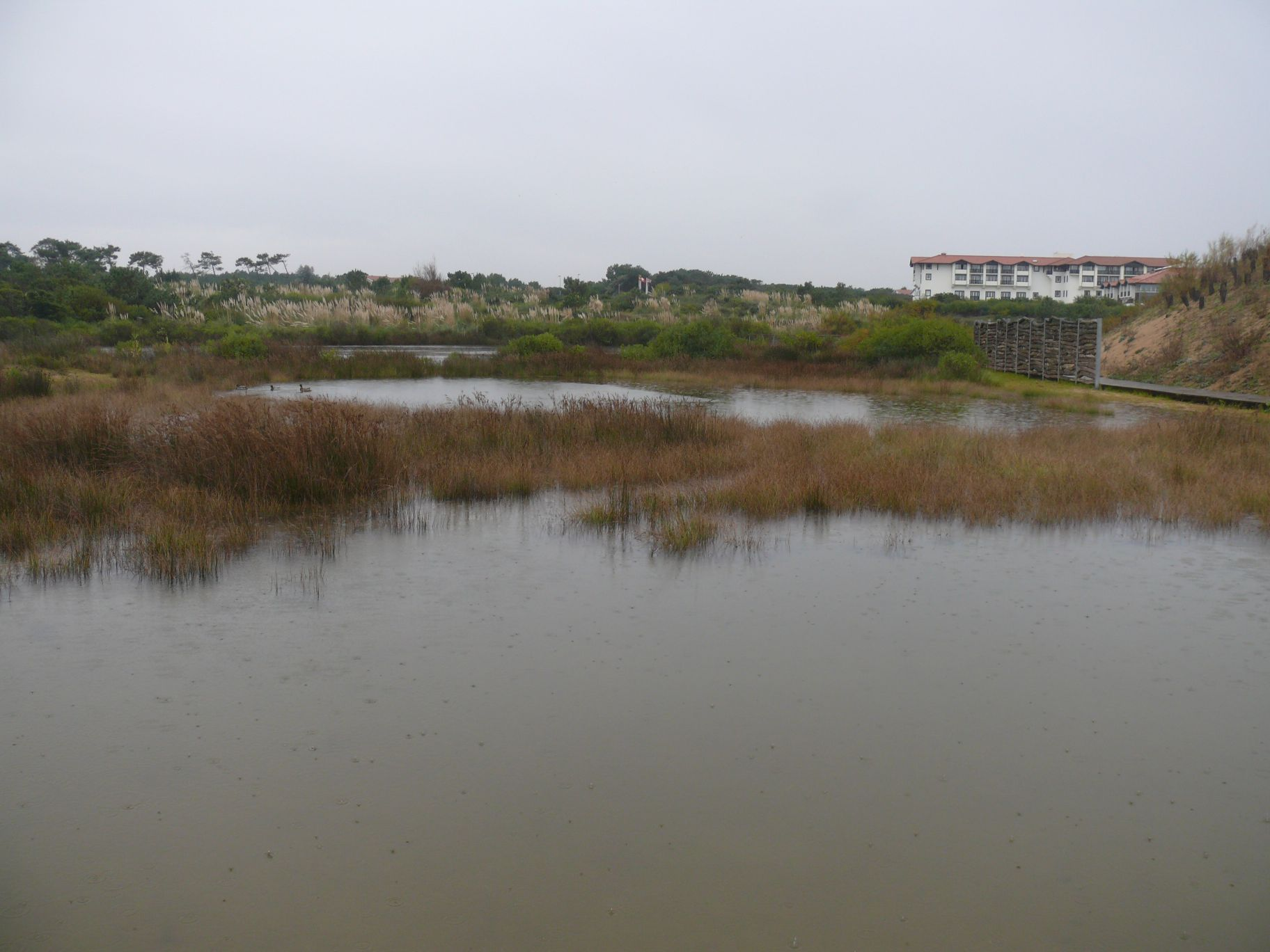
Le parc Izadia.

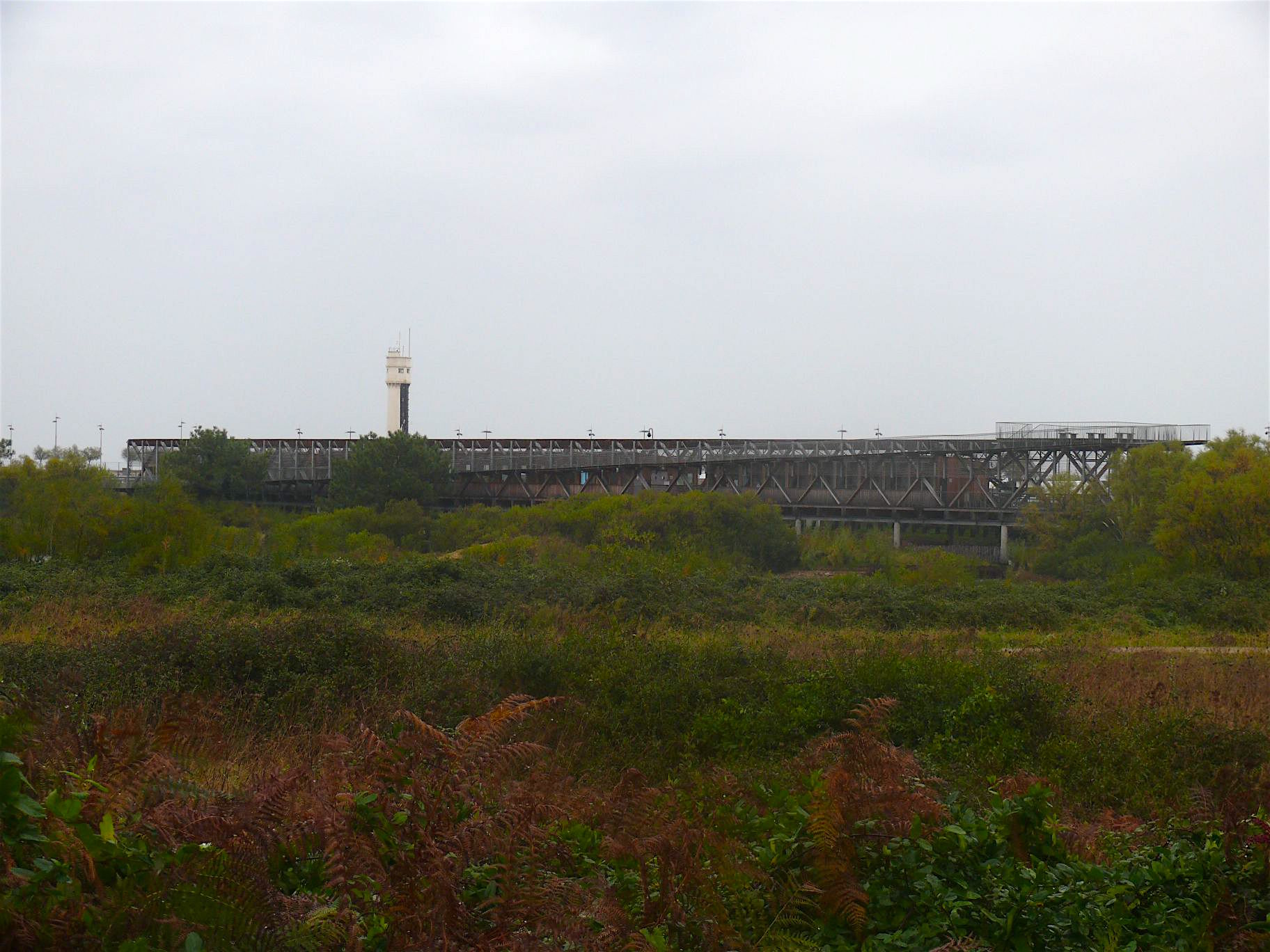
Le parc Izadia.

Le parc écologique d'Izadia est situé sur la commune d'Anglet à l'embouchure de l'Adour, dans les Pyrénées-Atlantiques (région Nouvelle-Aquitaine). Son objectif est de faire découvrir au public l'écologie et la nature. Créé et ouvert en 2008, il couvre une superficie de 14 hectares sur une zone humide. Il est aménagé selon les principes du développement durable.
Il a été entièrement détruit lors d'un incendie dans la nuit du 30 au 31 juillet 2020

## Le parc écologique d'Izadia
Le parc écologique d'Izadia est une structure appartenant à la ville d'Anglet. En 2010, la ville créé le « Service environnement et développement durable » afin d'optimiser les missions de parc écologique et développer le programme d'actions de son Agenda 21.

### Un environnement varié et préservé
La zone humide étant très fragile, le parc a créé de nombreux lieux pour la protéger :
- la Chambre de la Vanne est un lieu historique. Elle permet de connecter le lac nord à l'Adour et de créer une lagune, augmentant ainsi la biodiversité ;
- l'entre-deux-lacs est formé d'une digue séparant le lac nord du lac sud. Leurs eaux sont séparées afin de conserver le caractère saumâtre du lac sud et l'état salé de l'eau du lac nord ;
- la plage aux oiseaux est un milieu aménagé par l'homme destiné à favoriser la faune marine ainsi que de nombreux oiseaux susceptibles de s'en nourrir ;
- le biseau salé est la rencontre entre le lac salé et d'eau douce. Il se déplace en fonction des pluies et de la marée d'est en ouest ;
- la lande à cistes est un milieu favorable à la vie d'espèces en voie de disparition comme le lézard ocellé grâce à son bon ensoleillement ;
- aulnaie et ormaie sont des lieux idéaux pour s'arrêter et admirer les espèces végétales.

Le parc fait partie du réseau Natura 2000 de la zone Adour depuis février 2012,[source insuffisante].

## Les enjeux sociaux et économiques du parc
Le parc d'Izadia possède également des objectifs éducatifs. Il sensibilise le public au développement durable, l'informe, le guide vers une meilleure observation, et une meilleure compréhension de l'environnement.
De plus, il vise à toucher les visiteurs en les incitant à participer à la protection de l'environnement, notamment en proposant des partenariats avec les écoles. En effet, les enfants sont mis à l'honneur dans ce parc afin de leur faire découvrir, outre le respect de l'environnement, un patrimoine naturel à leur échelle. Pour cela, le parc a érigé une salle de projection, et des ateliers scolaires, qui sont de bons moyens pour attirer l'attention des plus jeunes. Enfin, pour les plus curieux, la « Maison de l'environnement et du développement durable » offre un lieu d’accueil et de renseignement sur l'histoire, l'écologie et le côté humain du parc.
L'accès à la salle d'exposition permanente, à la salle de projection et au sentier du parc est gratuit.

## Incendie de 2020
Lors de l'incendie du 30 juillet 2020 qui a ravagé une grande partie de la forêt du Pignada, le parc Izadia a été affecté par les flammes. La Maison du site a été entièrement dévastée mais fort heureusement un tiers seulement des espaces naturels ont été atteints par le feu . L'Etat et les collectivités territoriales ont assuré la Ville de leur soutien financier dans la mise en œuvre d'un programme de reconquête des espaces engloutis par le feu. Ce site emblématique de la commune conservera sa vocation et connaîtra une nouvelle vie. Les agents du parc œuvrent désormais à sa restauration.